# Uroxys sulai
Uroxys sulai är en skalbaggsart som beskrevs av Vladimir Balthasar 1940. Uroxys sulai ingår i släktet Uroxys och familjen bladhorningar. Inga underarter finns listade i Catalogue of Life.